# Celso Lafer
Celso Lafer (São Paulo, 7 augustus 1941) is een Braziliaans diplomaat, advocaat en onafhankelijk politicus. In 1992 en van 2001 tot 2002 was hij Minister van Buitenlandse Zaken onder presidenten Fernando Henrique Cardoso en Fernando Collor de Mello.

## Biografie
Lafer studeerde bachelor rechten aan de Universiteit van São Paulo, master en doctoraat politicologie aan de Cornell-universiteit en verkreeg een habilitatie internationaal recht aan de Universiteit van São Paulo. Hij werd in 1992 benoemd tot Minister van Buitenlandse Zaken, maar werd al in oktober vervangen toen president Fernando Collor de Mello ontslag nam na aanklachten van corruptie in de hoop zo een afzettingsprocedure te vermijden. Hij werd opgevolgd door zijn vicepresident Itamar Franco en in diens regering was er geen plaats voor Lafer. Tijdens zijn korte termijn als minister liet hij zich wel opmerken als organisator van de Rio-conferentie, officieel de VN-Conferentie voor Milieu en Ontwikkeling in Rio de Janeiro. Na zijn opvolging door de latere president Fernando Henrique Cardoso werd Lafer benoemd tot permanente vertegenwoordiger, eerst bij de Wereldhandelsorganisatie en van 1995 tot 1998 bij de Verenigde Naties. In 1999 werd hij kort Minister voor Industrie, Handel en Ontwikkeling onder president Cardoso.
In 2002, toen hij opnieuw Minister van Buitenlandse Zaken was, vermeed hij een diplomatieke rel met de Verenigde Staten. Op 31 januari 2002, slechts enkele maanden na de aanslagen op 11 september 2001, moest hij tijdens een ambstbezoek in de VS zijn schoenen uitdoen in twee lokale luchthavens, een voorzorgsmaatregel tegen nieuwe terroristische aanslagen. Lafer voldeed aan de vraag van de veiligheidsdiensten en nam op dat moment geen aanstoot aan zijn behandeling als gewone burger. Later vroeg en kreeg hij wel een officiële verontschuldiging van het United States Department of State. In 2002 werd hij rechter aan het Permanent Hof van Arbitrage en werd hij opnieuw actief als professor en bestuurslid in enkele onderwijsinstellingen.
- Bibliothèque nationale de France: cb12173729f (data)
- CiNii: DA10428933
- Gemeinsame Normdatei: 173401171
- International Standard Name Identifier: 0000 0001 0855 038X
- Library of Congress Control Number: n83020869
- Nationale bibliotheek van Australië: 35287774
- Nationale Bibliotheek van Israël: 987007264014105171
- Nederlandse Thesaurus van Auteursnamen: 073926949
- Réseau des bibliothèques de Suisse occidentale: 02-A003488622
- LIBRIS: 220524
- Système universitaire de documentation: 030289769
- Trove: 898515
- Virtual International Authority File: 9889585
- WorldCat: E39PBJfWVVkcxxCJTyV6WPjwG3